# فرناندو غارسيا (لاعب كرة قدم)
فرناندو غارسيا (بالإسبانية: Fernando García Puchades)‏ (13 يونيو 1994 في إسبانيا - ) هو لاعب كرة قدم إسباني في مركز جناح ‏. لعب مع نادي قرطبة وRibarroja CF ‏.

## وصلات خارجية
- فرناندو غارسيا على موقع قاعدة بيانات كرة القدم.إي يو (الإنجليزية)
- فرناندو غارسيا على موقع Soccerway.com (الإنجليزية)
- فرناندو غارسيا على موقع AS.com (الإسبانية)